# Indonesië op de Olympische Zomerspelen 1984
Indonesië nam deel aan de Olympische Zomerspelen 1984 in Los Angeles, Verenigde Staten. Net als tijdens de zes eerdere deelnames werd geen medaille gewonnen.

## Deelnemers en resultaten
(m) = mannen, (v) = vrouwen 

### Atletiek
| Olympiër                                                             | Discipline | Resultaat | Prestatie                                                                       |
| -------------------------------------------------------------------- | ---------- | --------- | ------------------------------------------------------------------------------- |
| Christian Nenepath                                                   | 100m (m)   | 42e       | serie 3: 4de in 10,66                                                           |
| Mohamed Purnomo                                                      | 100m (m)   | 12e       | serie 2: 2de in 10,40 kwartfinale 4: 3de in 10,43 halve finale 1: 8ste in 10,51 |
| Christian Nenepath                                                   | 200m (m)   | 64e       | serie 3: 7de in 22,20                                                           |
| Mohamed Purnomo                                                      | 200m (m)   | 17e       | serie 9: 3de in 21,01 kwartfinale 1: 5de in 20,93                               |
| Christian Nenepath Mohamed Purnomo Ernawan Witarsa Johannes Kardiono | 4x100m (m) | 13e       | serie 3: 3de in 40,43 halve finale 1: 6de in 40,37                              |
|                                                                      |            |           |                                                                                 |
| Emma Tahapari                                                        | 200m (v)   | 31e       | serie 4: 6de in 25,07                                                           |
| Emma Tahapari                                                        | 400m (v)   | 24e       | serie 3: 5de in 55,82                                                           |

### Boksen
| Olympiër         | Discipline | Resultaat | Prestatie                                                                                      |
| ---------------- | ---------- | --------- | ---------------------------------------------------------------------------------------------- |
| Johny Asadoma    | -54kg (m)  | 17e       | 1ste ronde: vrij 2de ronde: V van MEX López: knock-out                                         |
| Alexander Wassa  | -57kg (m)  | 9e        | 1ste ronde: vrij 2de ronde: W van THA Meesuanthong: walk-over 3de ronde: V van EGY Hegazy: 2-3 |
| Francisco Lisboa | -67kg (m)  | 17e       | 1ste ronde: vrij 2de ronde: V van JAM Frazier: 0-5                                             |

### Boogschieten
| Olympiër          | Discipline      | Resultaat | Prestatie                                                                              |
| ----------------- | --------------- | --------- | -------------------------------------------------------------------------------------- |
| Donald Pandiangan | individueel (m) | 43e       | 1ste ronde: 31ste met 1218 punten 2de ronde: 52ste met 1156 punten totaal: 2374 punten |
| Suradi Rukimin    | individueel (m) | 16e       | 1ste ronde: 6de met 1268 punten 2de ronde: 28ste met 1217 punten totaal: 2485 punten   |

### Gewichtheffen
| Olympiër            | Discipline | Resultaat | Prestatie                                                       |
| ------------------- | ---------- | --------- | --------------------------------------------------------------- |
| Maman Suryaman      | -52kg (m)  | 5e        | trekken: 4de met 102,5kg stoten: 4de met 125kg totaal: 227,5kg  |
| Hadi Wihardja       | -56kg (m)  | DNF       | trekken: geen geldige poging                                    |
| Sorie Enda Nasution | -60kg (m)  | 7e        | trekken: 8ste met 115kg stoten: 4de met 152,5kg totaal: 267,5kg |

### Schietsport
| Olympiër               | Discipline              | Resultaat | Prestatie                       |
| ---------------------- | ----------------------- | --------- | ------------------------------- |
| Selvyana Adrian-Sofyan | 25m snelvuurpistool (v) | 28e       | 559 punten: (89-89-95-98-92-96) |
| Lely Sampoerno         | 25m snelvuurpistool (v) | 15e       | 572 punten: (93-94-94-97-99-95) |

### Zwemmen
| Olympiër     | Discipline          | Resultaat | Prestatie               |
| ------------ | ------------------- | --------- | ----------------------- |
| Lukman Niode | 100m vrije slag (m) | 41e       | serie 8: 6de in 54,10   |
| Lukman Niode | 100m rugslag (m)    | 21e       | serie 4: 5de in 58,77   |
| Lukman Niode | 200m rugslag (m)    | 25e       | serie 5: 5de in 2.09,79 |

Algerije · Amerikaanse Maagdeneilanden · Andorra · Antigua en Barbuda · Argentinië · Australië · Bahama’s · Bahrein · Bangladesh · Barbados · België · Belize · Benin · Bermuda · Bhutan · Birma · Bolivia · Bondsrepubliek Duitsland · Botswana · Brazilië · Britse Maagdeneilanden · Canada · Centraal-Afrikaanse Republiek · Chili · China · Chinees Taipei · Colombia · Congo-Brazzaville · Costa Rica · Cyprus · Denemarken · Djibouti · Dominicaanse Republiek · Ecuador · Egypte · El Salvador · Equatoriaal-Guinea · Fiji · Filipijnen · Finland · Frankrijk · Gabon · Gambia · Ghana · Grenada · Griekenland · Groot-Brittannië · Guatemala · Guinee · Guyana · Haïti · Honduras · Hongkong · Ierland · IJsland · India · Indonesië · Irak · Israël · Italië · Ivoorkust · Jamaica · Japan · Joegoslavië · Jordanië · Kaaimaneilanden · Kameroen · Kenia · Koeweit · Lesotho · Libanon · Liberia · Liechtenstein · Luxemburg · Madagaskar · Malawi · Maleisië · Mali · Malta · Marokko · Mauritanië · Mauritius · Mexico · Monaco · Mozambique · Nederland · Nederlandse Antillen · Nepal · Nicaragua · Nieuw-Zeeland · Niger · Nigeria · Noord-Jemen · Noorwegen · Oeganda · Oman · Oostenrijk · Pakistan · Panama · Papoea-Nieuw-Guinea · Paraguay · Peru · Portugal · Puerto Rico · Qatar · Roemenië · Rwanda · Salomonseilanden · Samoa · San Marino · Saoedi-Arabië · Senegal · Seychellen · Sierra Leone · Singapore · Soedan · Somalië · Spanje · Sri Lanka · Suriname · Swaziland · Syrië · Tanzania · Thailand · Togo · Tonga · Trinidad en Tobago · Tsjaad · Tunesië · Turkije · Uruguay · Venezuela · Verenigde Arabische Emiraten · Verenigde Staten · Zaïre · Zambia · Zimbabwe · Zuid-Korea · Zweden · Zwitserland